# Mindestanforderungen an die Geschäftsorganisation von Versicherungsunternehmen
Das BaFin-Rundschreiben 2/2017 (VA) – Aufsichtsrechtliche Mindestanforderungen an die Geschäftsorganisation von Versicherungsunternehmen (MaGo für SII-VU) wurde nach einer Konsultationsphase am 25. Januar 2017 veröffentlicht und ist seit dem 1. Februar 2017 in Kraft; am 14. Juli 2025 veröffentlichte die Bundesanstalt für Finanzdienstleistungsaufsicht (BaFin) eine überarbeitete Fassung. Die MaGo für SII-VU ersetzt das bereits per 31. Dezember 2015 aufgehobene MaRisk (VA) Rundschreiben (3/2009). Mit der MaGo für SII-VU werden Mindeststandards an die Ausgestaltung der Geschäftsorganisation von Versicherern gesetzt.
Die Neufassung aus dem Juli 2025 tritt ab dem 14. Oktober 2025 in Kraft und fokussiert sich stärker auf zentrale Aspekte der Geschäftsorganisation. Sie wurde um aktuelle Themen wie Nachhaltigkeitsrisiken, automatisierte Prozesse und um Verweise zur KI-Verordnung und DORA ergänzt. Einzelne Detailanforderungen, insbesondere zu spezifischen Themen des Risikomanagements, wurden in separate Veröffentlichungen überführt.

## Anwendungsbereich
Der Anwendungsbereich der MaGo für SII-VU bezieht sich ausschließlich auf die unter Solvency II fallenden Versicherungsunternehmen.
Für Versicherungsunternehmen, die nicht unter Solvency II fallen, gibt es ein analoges Rundschreiben 01/2020 (VA) mit dem Titel „Aufsichtsrechtliche Mindestanforderungen an die Geschäftsorganisation von kleinen Versicherungsunternehmen nach § 211 VAG“ (MaGo für kleine VU).
Die Mindestanforderungen an Einrichtungen betrieblicher Altersvorsorge wurde das Rundschreiben 08/2020 (VA) mit dem Titel „Aufsichtsrechtliche Mindestanforderungen an die Geschäftsorganisation von Einrichtungen der betrieblichen Altersversorgung“ (MaGo für EbAV) verfasst.

## Ziel
Ziel des Rundschreibens ist die Auslegung der Vorschriften über die Geschäftsorganisation im Versicherungsaufsichtsgesetz (VAG) und in der Delegierten Verordnung (EU) 2015/35 (DVO). Es legt diese Vorschriften für die Bundesanstalt für Finanzdienstleistungsaufsicht (BaFin) verbindlich aus und gewährleistet hierdurch eine konsistente Anwendung gegenüber allen Unternehmen und Gruppen.

## Aufbau der MaGo
Untergliedert ist die MaGo für SII-VU in einen allgemeinen (1.–7.) und einen besonderen Teil (8.–14.). Unter Absatz 3 wird das Verhältnis des Rundschreibens zu den EIOPA-Leitlinien und anderen BaFin-Veröffentlichungen thematisiert. Neben normativen Regelungen benennt die MaGo in ihren 14 Absätzen Beispiele, die sich aus ersten Erfahrungen der Solvency II-Aufsichtspraxis ergeben haben. Im Rundschreiben wird an diversen Stellen auf das Proportionalitätsprinzip verwiesen, welches als Maßstab für die Umsetzung der Anforderungen an die Geschäftsorganisation das individuelle Risikoprofil des Versicherers setzt. Das Risikoprofil ergibt sich nach Wesensart, Umfang und Komplexität, der mit der Tätigkeit des Unternehmens einhergehenden Risiken. Zudem ist eine angemessene Risikokultur (Rd. 155 MaGo) zu implementieren. Sämtliche Richtlinien sind auf die Strategien – insbesondere auf die Geschäftsstrategie und die Risikostrategie – hin ausgerichtet und werden laufend entsprechend angepasst.
Die MaGo für SII-VU werden seit der Neufassung im Juli 2025 um abgeleitete Dokumente ergänzt, darunter unter anderem Merkblatt 2-2025 (VA) mit Anforderungen an die Geschäftsorganisation in Bezug auf Eigenmittel und durch das sogenannte PPP-Rundschreiben 05/2025 (VA), das sich mit dem Prudent Person Principle (deutsch: Grundsatz der unternehmerischen Vorsicht) beschäftigt.